# Friday (film)
 For alternative betydninger, se Friday. (Se også artikler, som begynder med Friday)
Friday er en dansk kortfilm fra 2011 instrueret af Martin Garde Abildgaard efter eget manuskript.

## Handling
Denne artikel mangler et handlingsreferat. Hjælp os med at skrive det.

## Medvirkende
- Ellen Hillingsø